# Пам'ятник Іванові Франку (Винники)
Пам'ятник Іванові Франку у Винниках — пам'ятник визначному українському письменнику, поету, вченому і мислителю Іванові Яковичу Франку в місті Винники. Розташований на вул. Галицькій, 54  будівлею Львівської СЗОШ № 47. Автор пам'ятника скульптор Сколоздра Володимир Іванович. Повторно відкритий 1977 року.

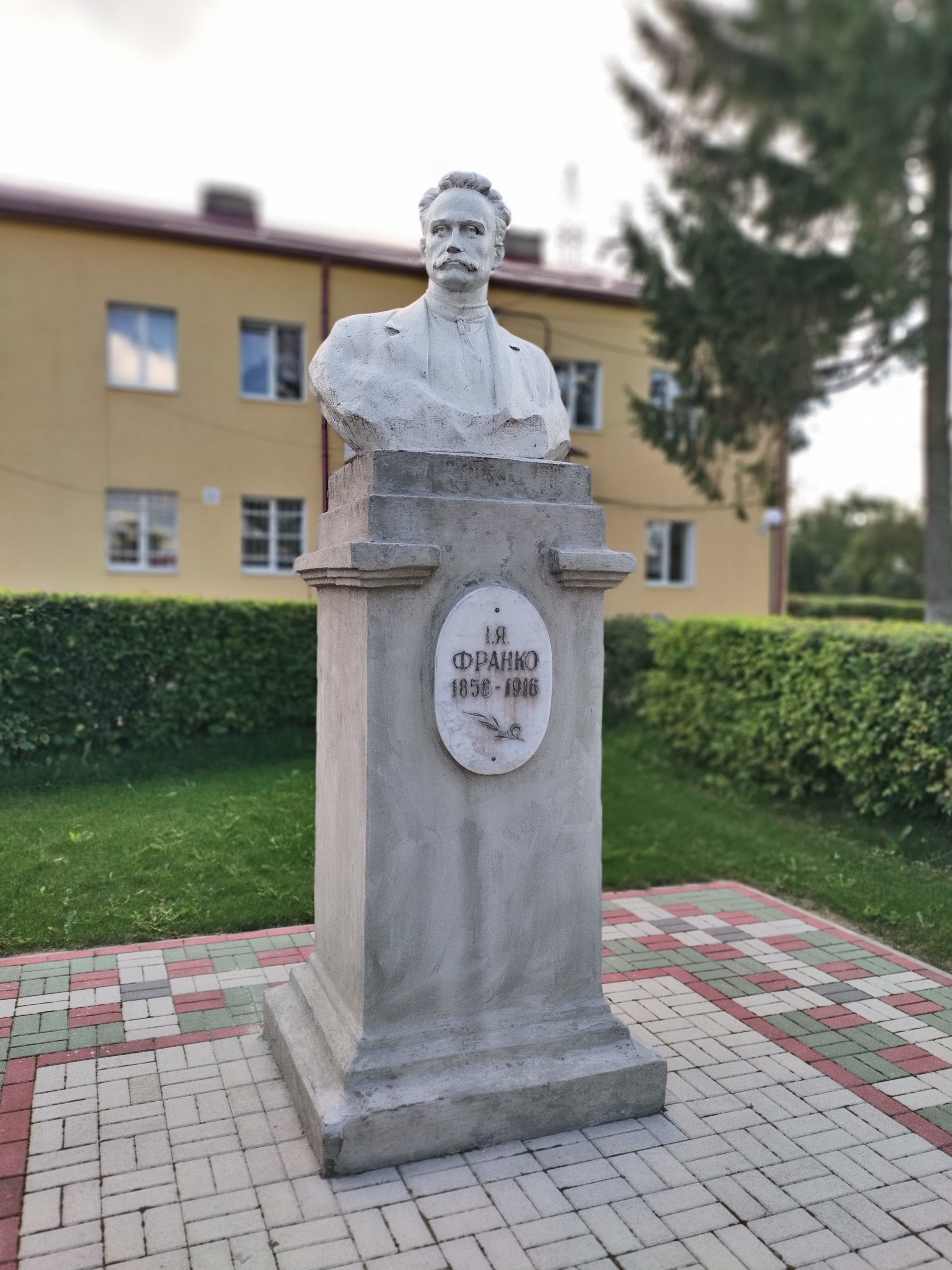
Погруддя Івану Франку

На ознаменування 100-ліття з дня народження (1956 р.) погруддя І. Франка встановлені у Винниках, а також — містах Самборі та Трускавці, с. Середпільці Радехівського району.
Пам'ятник Франкові встановлений у серпні 1956 року на вулиці Шевченка.
На цоколі знаходилася мармурова пластинка еліптичної форми з написом: «І. Я. Франко», а внизу: «1856-1916». Під написами були лаврові листочки. Наприкінці серпня того ж року відбулося урочисте відкриття пам'ятника, на якому були присутні мешканці Винників, Лисинич, Підберізців, Чишок, гості зі Львова та представники української діаспори із-за кордону. Урочисту церемонію відкрив секретар Винниківського райкому партії Василь Пірко.
1973 року сталося найгірше: розвалено і заховано (у складське приміщення фабрики) пам'ятник І. Франку. За наказом директора фабрики, Лариси Вербицької, на пам'ятник закинули ланцюги й варварським способом за допомогою трактора скинули з постаменту. Мешканці міста цей вчинок зустріли з обуренням. Виникло багато пропозицій: від протесту до покарання керівників та виконавців. Порадившись у Спілці художників Львова було складено листа адресованого Раді Міністрів України. 1974 року Василь Брода повіз лист-заяву до Києва (зібрано 100 підписів мешканців міста).
1977 року пам'ятник встановили перед будівлею Львівської середньої загальноосвітньої школи № 47, відгородивши його від будинку і садиби огорожею, залишивши вільний доступ до нього з вулиці. Працівники фабрики зробили все своїми силами і коштом (ініціатором був головний інженер фабрики Євген Хомик).